# Colpochila minor
Colpochila minor är en skalbaggsart som beskrevs av Everard Baldwin Britton 1986. Colpochila minor ingår i släktet Colpochila och familjen Melolonthidae. Inga underarter finns listade i Catalogue of Life.